# Наґуркі-Яблонь
Наґуркі-Яблонь (пол. Nagórki-Jabłoń) — село в Польщі, у гміні Замбрув Замбровського повіту Підляського воєводства.
Населення — 448 осіб (2011).
У 1975-1998 роках село належало до Ломжинського воєводства.

## Демографія
Демографічна структура станом на 31 березня 2011 року:
|          | Загалом | Допрацездатний вік | Працездатний вік | Постпрацездатний вік |
| -------- | ------- | ------------------ | ---------------- | -------------------- |
| Чоловіки | 226     | 45                 | 159              | 22                   |
| Жінки    | 222     | 37                 | 140              | 45                   |
| Разом    | 448     | 82                 | 299              | 67                   |